# Maestia
Maestia (bis 2012: Shattered Light; seit 2012: Rise of Keledus) ist ein Free to play Fantasy-MMORPG, das 2010 von Bigpoint entwickelt und von der ProSiebenSat.1 Group auf dem deutschen Markt vermarktet wurde. Das Spiel zog 2012 von der hauseigenen Hostseite und den Servern auf die von Alaplaya um und wurde grundlegend überarbeitet; damals wechselte es auch den Entwickler. 2013 wurde der südkoreanische Entwickler Andromeda Games der Entwickler des Spiels und legte den Fokus auf Boni-Verteilungen. Mitte 2014 wechselte Maestia abermals den Host und gehört nun Aeria Games an.
Aeria Games gab am 24. Februar 2016 bekannt, dass das Spiel zum 31. März 2016 hin eingestellt werde. Die Server schienen trotzdem bis 2017 weiter zu laufen.
Einige Skins des Spiels, darunter die der Klassen und Monster, sind in einem Mobil-Game von Andromeda Games wieder zu finden.

## In-Game-Geschichte
Die Göttin Ia herrscht über das Land von Maestia, in dem die Ländereien Delphi, Papyrus, Pectus, Lipido, Tenebra, Superion und Cinis liegen. Sie hilft mit ihrem Gefolge den Bewohnern und hält das Land im Gleichgewicht. Eines Tages jedoch erhebt sich Keledus und kann sie nach heftigem Kampf stürzen. Seitdem wird die Welt von Maestia von Monstern heimgesucht. Daraufhin haben sich zwei Fraktionen gebildet: die Temple Knights, die die Göttin zurückbringen und die alte Ordnung wiederherstellen wollen, und die Superion Guardians, die Keledus besiegen und eine von den Menschen selbstbestimmte Ära einläuten wollen.
Beide Fraktionen kämpfen nicht nur gegen Keledus und seine Aufseher, sondern auch gegeneinander und treten in Arenen an.

## Werdegang
Maestia stach in seinen Anfangsjahren durch die detaillierten Rüstungen, Waffen und Reittiere heraus. Innerhalb von 3 Wochen hatte das Spiel über 100.000 Spieler. Innerhalb eines Jahres wuchs die Spielerzahl auf eine Million an. Im April 2013 wurde die Erweiterung „Fraction War“ veröffentlicht.
Aeria Games übernahm das Spiel Mitte 2014.
Diese hoben die Levelgrenze auf 105 an (Vorher Lv. 80), mit dem Versprechen, sich wieder mehr um das Spiel zu kümmern und schrittweise die Levelgrenze auf 120 zu erhöhen. Zudem tauchte kurzzeitig auf der Karte der Name einer neuen Region auf. Außerdem wurden monatliche Geschenkwellen veranstaltet, mit denen man Items und Reittiere bekam.
Aeria Games kündigte im Februar 2016 an, dass das Spiel eingestellt werde, da der Entwickler selbst keine Ressourcen mehr für Maestia aufbringen konnte.

## Kritik
Besonders in den Foren und im Chat gab es unter Spielern die Kritik, dass Maestia mit zunehmender Levelhöhe auf Pay2Win ausgelegt war. Hatte man keine Gilde oder keine permanent zusammenkommende Gruppe von Spielern, war es ab Level 80 sehr schwer, ohne Echtgeld-Hilfspaket hochzuleveln. Auch das Versenden von besonderen Items oder das sichere Verstärken der Waffen und Ausrüstung, was auf den höheren Leveln notwendig ist, kostete Echtgeld.
Ein weiterer Kritikpunkt war die Charakterumgestaltung, die beim Umstieg auf Alaplaya getan wurde.